# فرناندو دي لوس ريوس
فرناندو دي لوس ريوس هو كاتب ودبلوماسي وبروفيسور وقانوني وأستاذ جامعي وسياسي إسباني، ولد في 8 ديسمبر 1879 في رندة في إسبانيا، وتوفي في 31 مايو 1949 في نيويورك في الولايات المتحدة. نشط حزبياً في الحزب الاشتراكي العمالي الإسباني (1919 – 1919).

## مناصب
- انتخب Member of the Consultative National Assembly  [لغات أخرى]‏ (10 أكتوبر 1927 – 29 أكتوبر 1927).
- انتخب Member of the Cortes republicanas  [لغات أخرى]‏ عن دائرة Granada ‏ خلال فترته النيابية ‏ (8 مايو 1936 – 2 فبراير 1939).
- انتخب Member of the Cortes republicanas  [لغات أخرى]‏ عن دائرة Granada ‏ خلال فترته النيابية ‏ (22 فبراير 1936 – 2 مارس 1936).
- انتخب Member of the Cortes republicanas  [لغات أخرى]‏ عن دائرة Granada ‏ خلال فترته النيابية ‏ (4 ديسمبر 1933 – 7 يناير 1936).
- انتخب Member of the Cortes republicanas  [لغات أخرى]‏ عن دائرة Granada (capital) ‏ خلال فترته النيابية ‏ (7 يوليو 1931 – 9 أكتوبر 1933).
- انتخب وزير الخارجية ‏ (12 يونيو 1933 – 12 سبتمبر 1933).
- انتخب Minister of Education, Culture and Sport  [لغات أخرى]‏ (16 ديسمبر 1931 – 12 يونيو 1933).
- انتخب سفير إسبانيا لدى الولايات المتحدة [الإنجليزية]‏.
- انتخب وزير العدل  [لغات أخرى]‏ (14 أبريل 1931 – 16 ديسمبر 1931).
- انتخب minister of Public Instruction and Fine Arts ‏ (16 ديسمبر 1931 – 12 يونيو 1933).
- انتخب Minister of State of Spain ‏ (12 يونيو 1933 – 12 سبتمبر 1933).
- انتخب ambassador of Spain to France  [لغات أخرى]‏.